# Aserbajdsjans nationalforsamling
Aserbajdsjans nationalforsamling (aserbajdsjansk: Milli Məclis) er nationalforsamlingen (parlamentet) i Aserbajdsjan. Nationalforsamlingen er et etkammersystem med 125 medlemmer valgt direkte af folket i enkeltmandskredse for femårige perioder. Nationalforsamlingen har til huse i hovedstaden Baku.
Den nuværende talsmand er Ogtaj Asadov, der tiltrådte 2. december 2005.
Det sidste valg blev gennemført 7. november 2010. Valget efter blev afholdt i november 2015.

## Ekstern henvisning
- "Aserbajdsjans nationalforsamling" (aserbajdsjansk).